# Henry Miller (Viehzüchter)

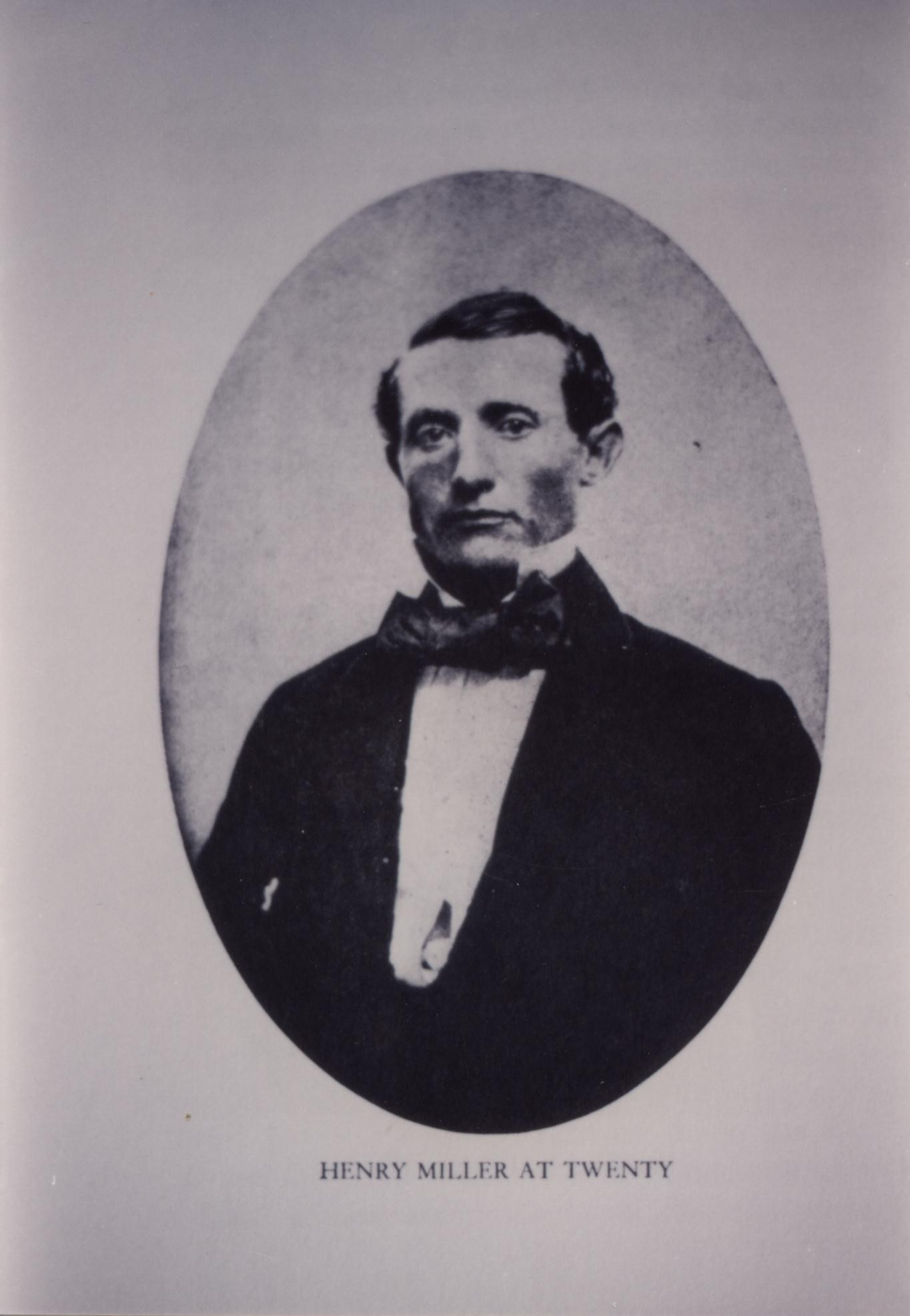
Henry Miller im Alter von 20 Jahren

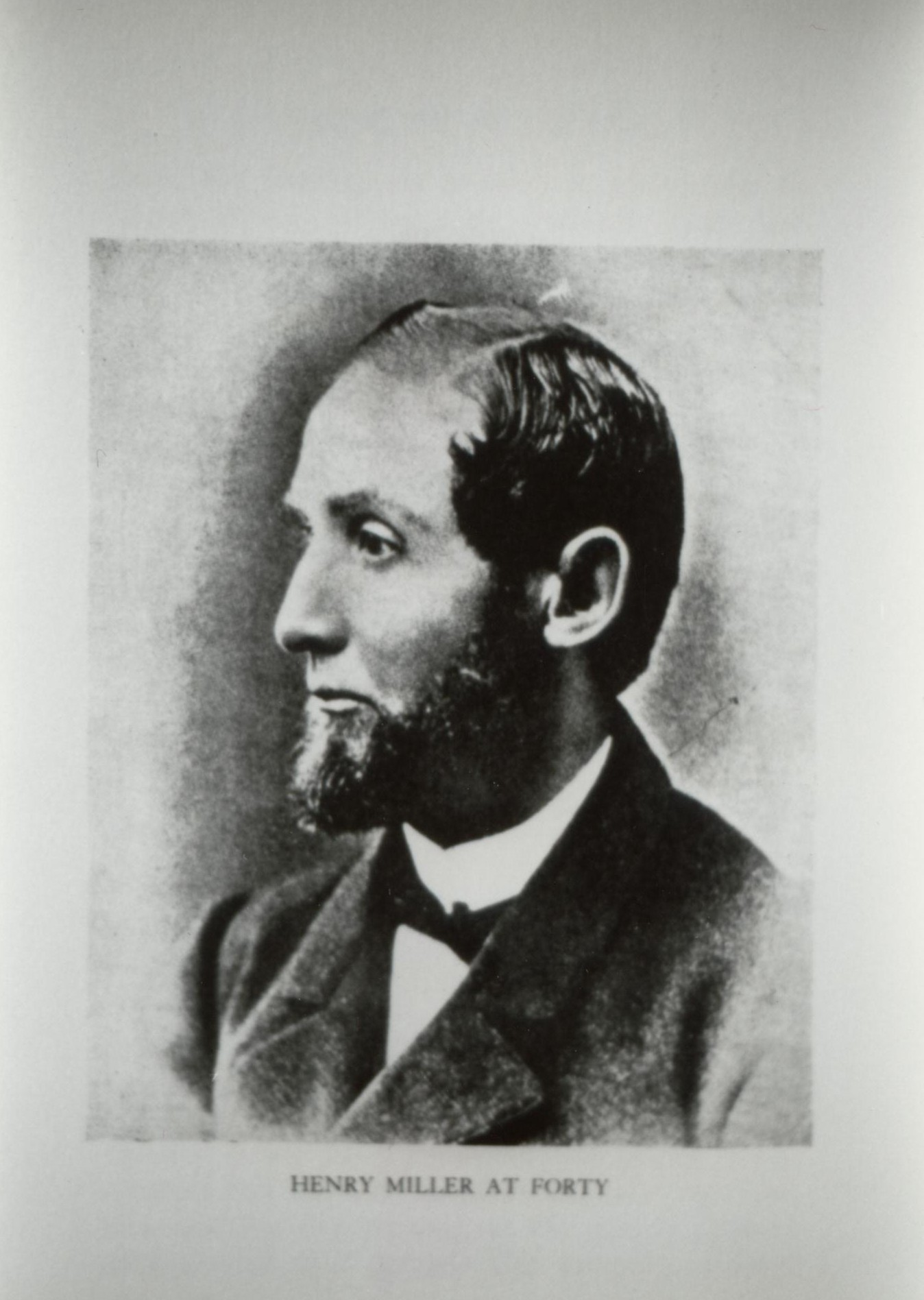
Henry Miller im Alter von 40 Jahren

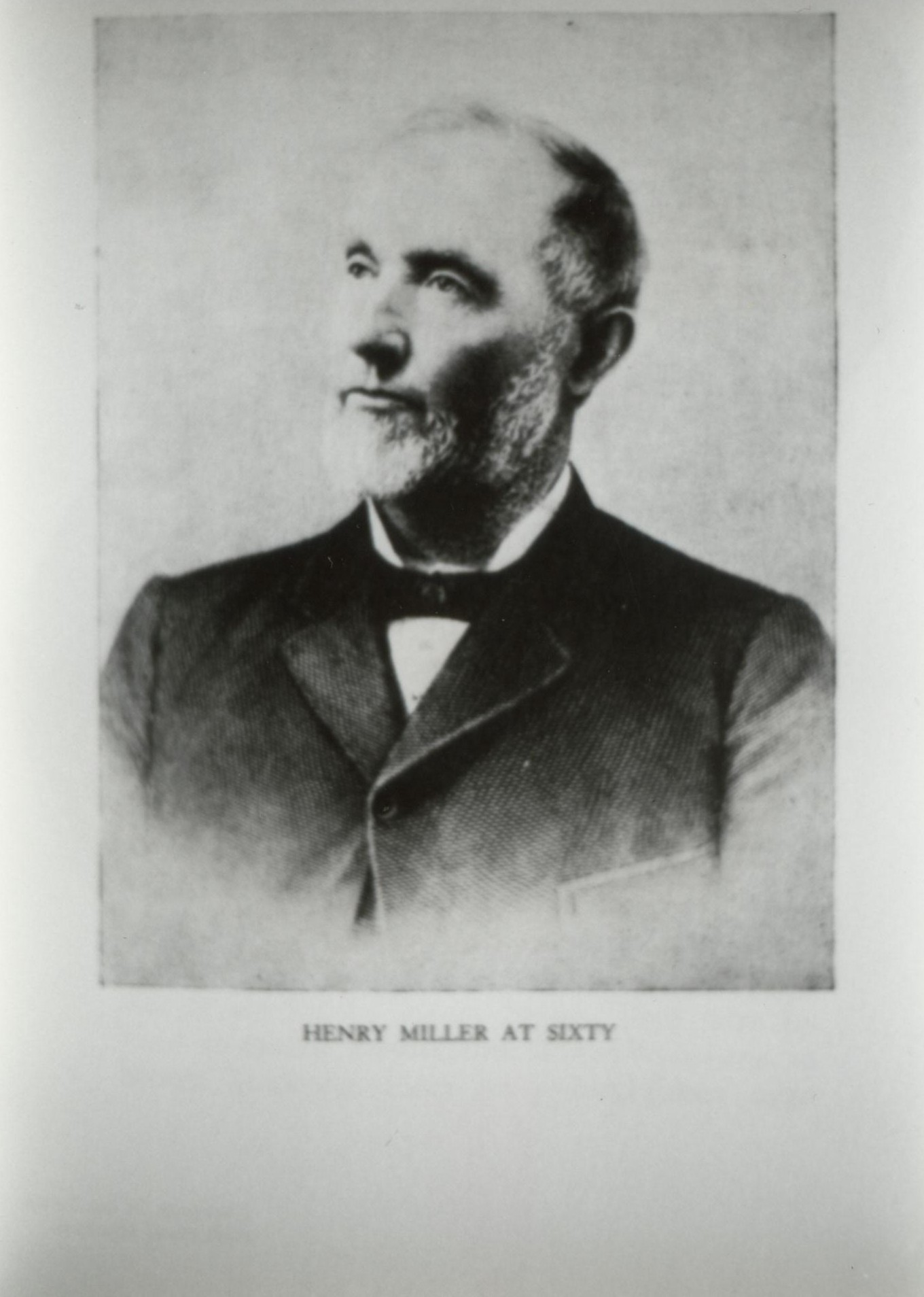
Henry Miller im Alter von 60 Jahren

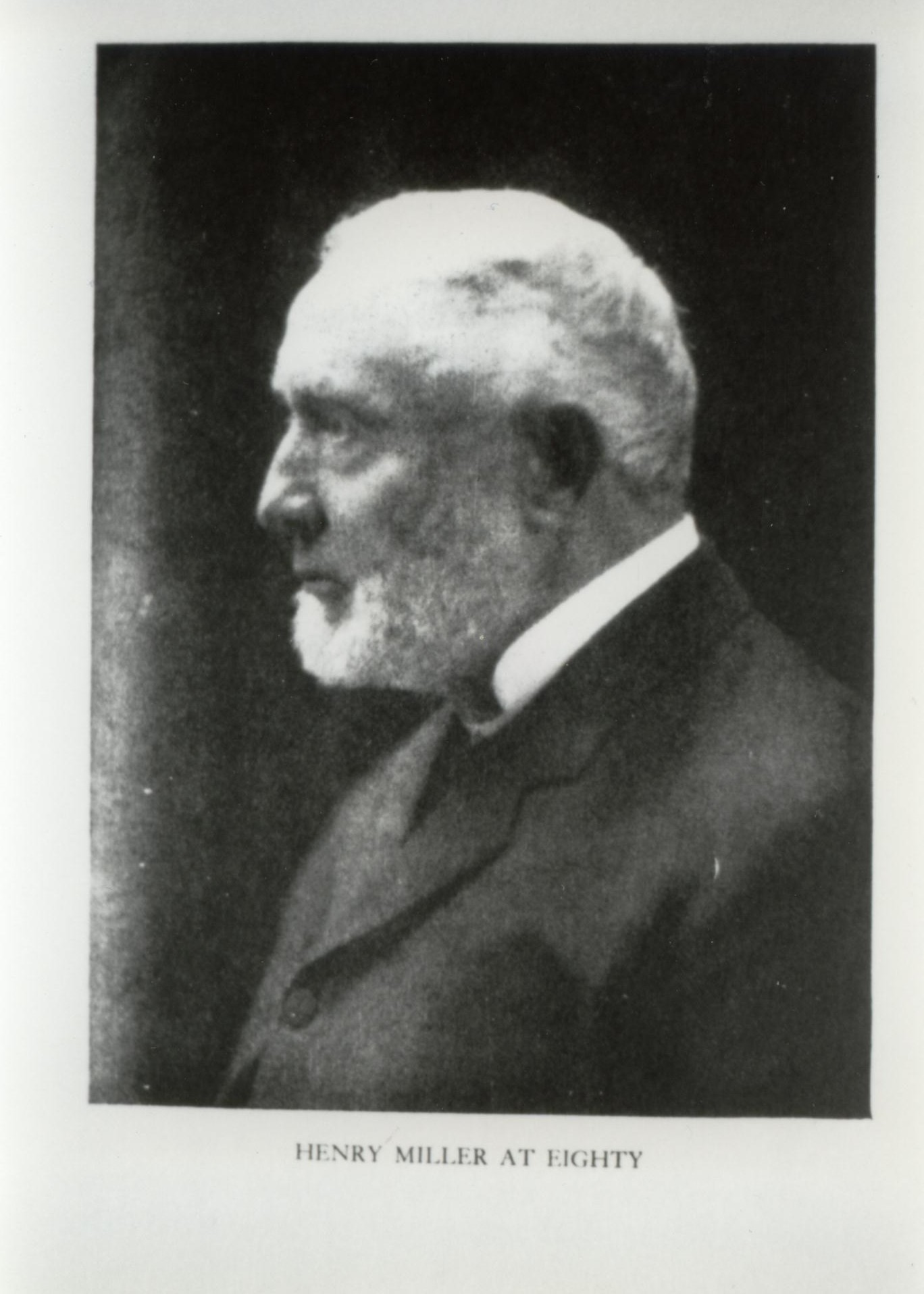
Henry Miller im Alter von 80 Jahren

Henry Miller, geboren als Heinrich Albrecht Kreiser bzw. in der damaligen Schreibweise Heinrich Albrecht Kreyser (* 21. Juli 1827 in Brackenheim; † 14. Oktober 1916 in Kalifornien) war ein deutsch-amerikanischer Viehzüchter, der im späten 19. Jahrhundert einer der größten Landbesitzer der Vereinigten Staaten war.

## Leben
Henry Miller wurde unter dem Namen Heinrich Albrecht Kreiser geboren. Er war der einzige Sohn des Ehepaares Christian und Christine Kreiser, deren Familien bereits seit mehreren Generationen in Württemberg ansässig waren. Christian Kreiser übte wie seine Vorfahren den Beruf des Metzgermeisters aus, Christine stammte aus einer Winzerfamilie. Heinrich Albrecht hatte drei Schwestern: Frederike, Elisabeth und Karoline. Der Junge besuchte zwischen seinem siebten und vierzehnten Lebensjahr die Schule in Brackenheim. Allerdings war er an dieser Bildung nicht sonderlich interessiert war, sondern jagte viel lieber die Kälber seines Vaters auf die Weide und wieder zurück. Dennoch arbeitete er sieben Jahre lang als Lehrling bei seinem Vater.
Als Heinrich 15 Jahre alt war, starb seine Mutter, woraufhin seine Großmutter und seine Schwestern die Führung des Haushaltes übernahmen. Es kam zu zahlreichen Konflikten zwischen Heinrich und seiner Familie, sodass Heinrich, der unter der strengen Herrschaft seines Vaters litt, die Heimat verließ. Er reiste zunächst nach Holland und anschließend nach England, wo er als Metzger tätig war und die englische Sprache erlernte. Schließlich segelte er 1847, im Alter von 19 Jahren, nach New York. Am Ziel angekommen besaß er nur noch ein Bündel Kleidungsstücke und 50 Amerikanische Dollar. Nach langwieriger Suche erhielt er zunächst eine Arbeitsstelle als Gärtner bei einem Gehalt von 4 Dollar pro Monat sowie einer Unterkunft zum Schlafen. Als er seinem Metzgerberuf wieder nachgehen konnte, traf er den amerikanischen Schuhverkäufer Henry Miller, der ungefähr in Heinrichs Alter war und ein guter Freund von ihm wurde.
Infolge des Goldrausches beschlossen Heinrich Kreiser und sein Freund nach Kalifornien zu reisen, um dort reich zu werden. Allerdings bekam der Schuhverkäufer das Geld für die Reise schneller zusammen als Heinrich und kaufte sich sein Ticket für die Strecke New York nach San Francisco über Panama zuerst. Doch Heinrich Kreiser gelang es, dem Schuhverkäufer das Ticket abzukaufen. Erst an Bord stellte er fest, dass das Ticket als „nicht übertragbar/transferierbar“ gekennzeichnet war, sodass er sich einfach als Henry Miller ausgab. Er segelt somit am 13. April 1850 als Henry Miller nach Kalifornien. Bei einem Aufenthalt in Panama erfuhr Miller, dass der einzige im Ort ansässige Metzger Fieber hatte, woraufhin er vertretungsweise dessen Arbeit übernahm. Aber auch Henry bekam das Fieber und musste sich von Mai bis August ins Krankenhaus begeben. Auf Grund dieser ungeplanten Verzögerung kam er erst am 24. September 1850 in San Francisco, mit nur 6 Dollar in der Tasche, an.
Er arbeitete als Tellerwäscher, bis er schließlich seinen Beruf als Metzger wieder aufnehmen konnte und 1851 eine Anstellung bei John Center erhielt, der eine Schiffsladung voller Schweine besaß, die geschlachtet werden mussten. Center beschäftigte zwar bereits den Metzger Henry Lux. Doch diesem gelang nur die Schlachtung von 6 bis 7 Tieren pro Tag, während Miller an drei Tagen über 100 Tiere schlachtete.
Nach dem Stadtbrand im Juni 1851 machte sich Miller selbstständig. Bereits 1853, im Alter von 26 Jahren, war er im Besitz eines kleinen Schlachthauses sowie eines Metzgereiladens und konnte jemanden zur Unterstützung anstellen. Das Geschäft florierte derartig, dass er noch im selben Jahr eine Herde von 300 Ochsen für 33.000 Dollar kaufen und nach San Francisco treiben lassen konnte. Es hieß, diese Herde amerikanischer Rinder sei die erste, die nach San Francisco getrieben worden war.
1857 erwarben Miller und Charles Lux, ein Deutscher mit ähnlichem Hintergrund wie Miller, eine Rinderherde, deren Preis bei 67,50 Dollar pro Kopf lag. Der Preis für den Kauf wie auch der Gewinn wurden geteilt. Dies war der Beginn der Partnerschaft von Miller und Lux, deren Unternehmen nach den Besitzern „Miller & Lux“ genannt wurde. Beide vereinbarten, dass im Falle eines Todes der Überlebende das Unternehmen weiterführen dürfe – und zwar maximal sieben Jahre.
Miller fielen nun häufig Rinder auf, die mit einem „HH“-Brandzeichen versehen und von ausgezeichneter Qualität waren. Sie waren größer, fetter und brachten ein höheres Gewicht auf die Waage als andere Bestände. Daher beschloss er, direkt ins San Joaquin Valley zu reiten, um dort nicht nur diese Rinder, sondern auch Land zu kaufen. Es gelang ihm tatsächlich, eine Option auf 8.835 Morgen Land für 10.000 Dollar und 7500 Rinder für 5 Dollar pro Stück zu erlangen.
Auf dem Rückweg nach San Francisco erwarb Miller zudem weitere Rinder und Ländereien, wodurch er in der Lage war, einen Teil seiner Rinder an andere Metzger zu verkaufen. In den folgenden Jahren kauften Miller und Lux weitere Ländereien, sodass der gesamte Landbesitz der Partner 1858 etwas unter 3500 Morgen betrug.
Die günstigen Landpreise boten gewaltige Vorteile: Hätte das Land gepachtet werden müssen, wäre die Pacht erheblich höher gewesen als der Verdienst durch den Verkauf der Rinder. Der einzige Nachteil, den der Landbesitz bot, war die Tatsache, dass die Gebiete zu weit von San Francisco entfernt lagen, um die Rinder in diese Stadt zu treiben. Dennoch erwarb Miller weiterhin billiges Land, für das er oft nur ein paar Dollar pro Morgen erstatten musste, obwohl es häufig einen Wert von mehreren hundert Dollar hatte. Besonders billig war überflutetes Land oder Sumpfland, das nicht zur Kultivierung genutzt werden, er aber durchaus verwenden konnte.
1859, im Alter von 32 Jahren, ereignete sich die erste heftige Tragödie im Leben von Henry Miller: Seine Frau Nancy Sheldon und ihr gemeinsamer Sohn starben bei dessen Geburt.
Im folgenden Jahr heiratete Miller die Nichte seiner ersten Frau, Sarah Wilmart Sheldon, mit der er drei Kinder hatte: Nelly, Henry Jr. und Sarah Alice. Sarah Alice starb jedoch bei einem tragischen Unfall im Alter von 12 Jahren.
Während der Dürrejahre der 1860er erkannte Henry Miller die hohe Bedeutung von Wasser im San Joaquin-Tal und versuchte von nun an, insbesondere Land zu kaufen, das sich direkt an den Flüssen befand, wodurch er manchmal auf eine Länge von 50 Meilen den kompletten Flussabschnitt unter seiner Kontrolle hatte.
1861 bis 1862 kam es zu einer großen Überschwemmung, der eine verheerende, jahrelange Dürre folgte, sodass die Preise geradezu in die Höhe schossen und die Tonne Heu 60 Dollar kostete. Infolge dieser Katastrophen sahen sich viele Viehzüchter gezwungen, ihre Herde zu schlachten, was zu einem Überangebot und sinkenden Fleischpreisen führte. Auch Miller verlor während der gesamten Dürre zwei Drittel des Gesamtbestandes an Rindern. Angesichts dieser Zustände wollte Lux aus dem Geschäft aussteigen, doch Miller konnte ihn davon überzeugen, zu bleiben. Stattdessen kauften sie 8.000 Rinder, deren Bestand sich in weniger als einem Jahr verdoppelte.
1867 hatten die wenige Jahre zuvor von Miller gekauften Rinder einen Wert von 20 Dollar pro Stück und ein Jahr später sogar von 50 Dollar.
Zahlreiche Schwierigkeiten gab es mit durchreisenden Siedlern, sodass Miller und Lux einen großen Bretterzaun an der Westseite von San Joaquin mit einer Länge von 70 Meilen bauen ließen. Allerdings wurde dieser Zaun immer wieder von den Bullen zerstört, die den Zaun durchbrachen und auch Durchreisende nahmen immer wieder Bretter heraus, sodass der Zaun stets repariert werden musste. Um diese Zerstörung zu verringern, baute Miller Tore ein, die es ermöglichten, am Zaun zu sehen, wo sich ein Durchgang befand. Dennoch wurden auch weiterhin viele Bretter heraus gebrochen und die Eigentümer sahen sich gezwungen, von nun an Stacheldraht zu verwenden, obwohl dieser gefährlicher war, da sich panische Pferde oder Rinder darin verfangen und verletzen könnten. Für die Reisenden installierte Miller zahlreiche Windmühlen und Wassertanks an den Toren, damit sie dort Wasser für sich zur Verfügung hatten.
Doch die Siedler sorgten für weitere Probleme: Millers Herden, die immer wieder durchs Land getrieben werden mussten, vermischten sich zwangsläufig mit den Tieren anderer Besitzer. Da Millers Herden jedoch ein bis zweitausend Tiere umfassten, war es nahezu unmöglich, die Herden zu trennen. Um Streit zu vermeiden, kaufte Miller daher die Tiere der anderen Besitzer einfach ab, weshalb einige Leute ihre Rinder bewusst in die Nähe von Millers Herde trieben, um als Entschädigung ein gutes, fetteres Rind zu einem günstigen Preis zu bekommen.
Das Unternehmen von Miller und Lux war der größte Steuerzahler der Gegend und einer der größten in Kalifornien. Nach dem Tod von Lux im Jahre 1887 war Miller, als 60-Jähriger, nun im Besitz des gesamten Unternehmens.
Die bedeutendste von Millers Farmen trug den Namen „Bloomfield“ und war Millers Stammsitz, zu dem unter anderem folgende Einrichtungen gehören: Felder und Futterplätze für bis zu 3000 Rinder, eine Molkerei, eigene Stromversorgung, eine Schmiede, eine Maschinenwerkstatt, eine Gerberei, Getreidespeicher, Pferdeställe, Scheunen für Heu, ein Schlachthaus, ein Geflügelhaus, ein Warenlager, ein Gemischtwarenladen, ein Reservoir mit 1.000.000 Gallonen an Wasser und Mühlen, die am Tag bis zu 150 Tonnen Rüben mahlen konnten. Die Villa wurde 1888 für 50.000 Dollar gebaut. In ihr konnten 165 Arbeiter, 160 Kostgänger sowie die Familie samt Gästen in 19 Schlafzimmern untergebracht werden. Im Juni 1923 brannte die Villa jedoch vollständig ab.

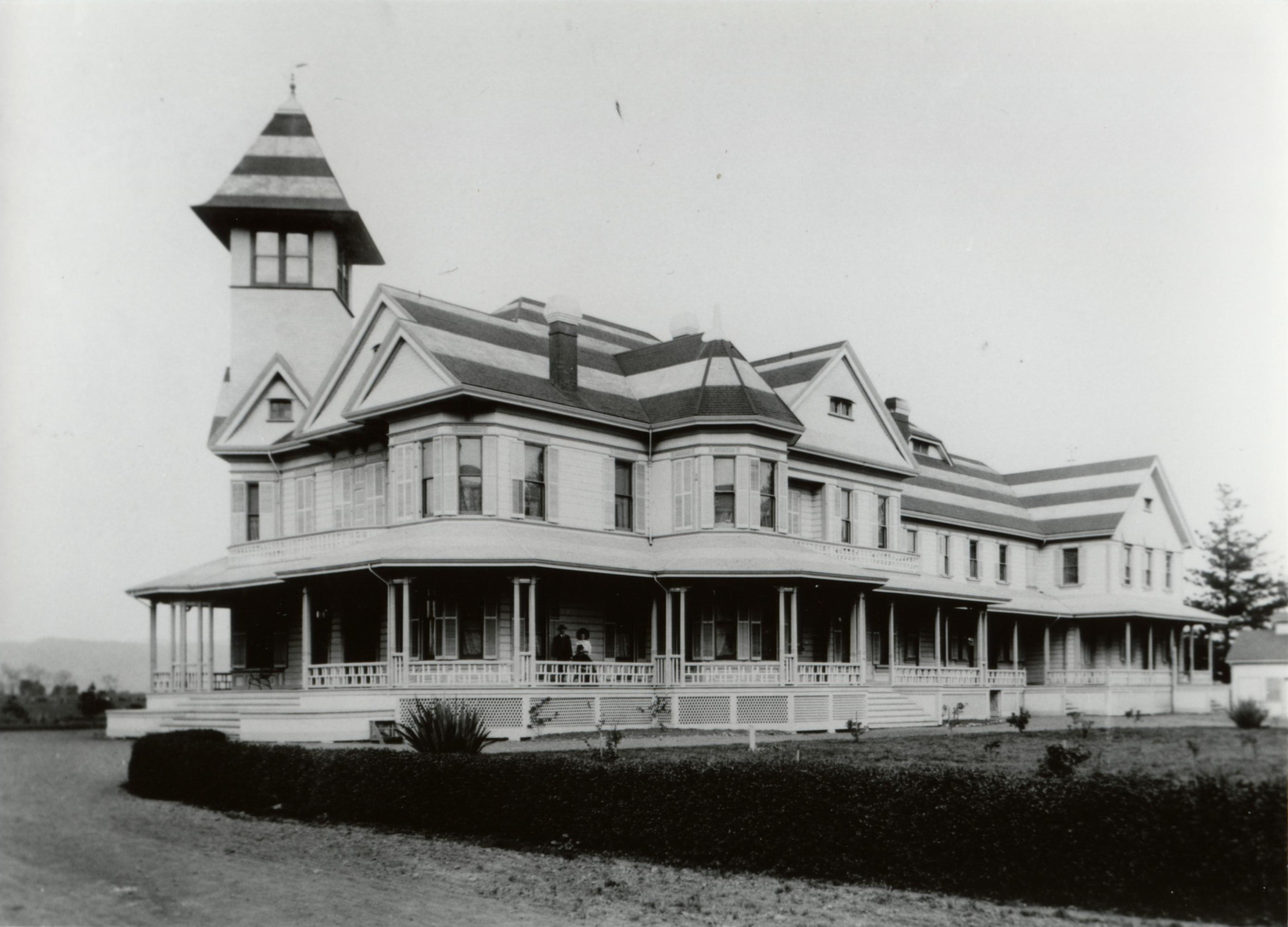
Bloomfield, Zuhause von Henry Miller, fertiggestellt im Jahr 1887 für 50.000 Dollar.
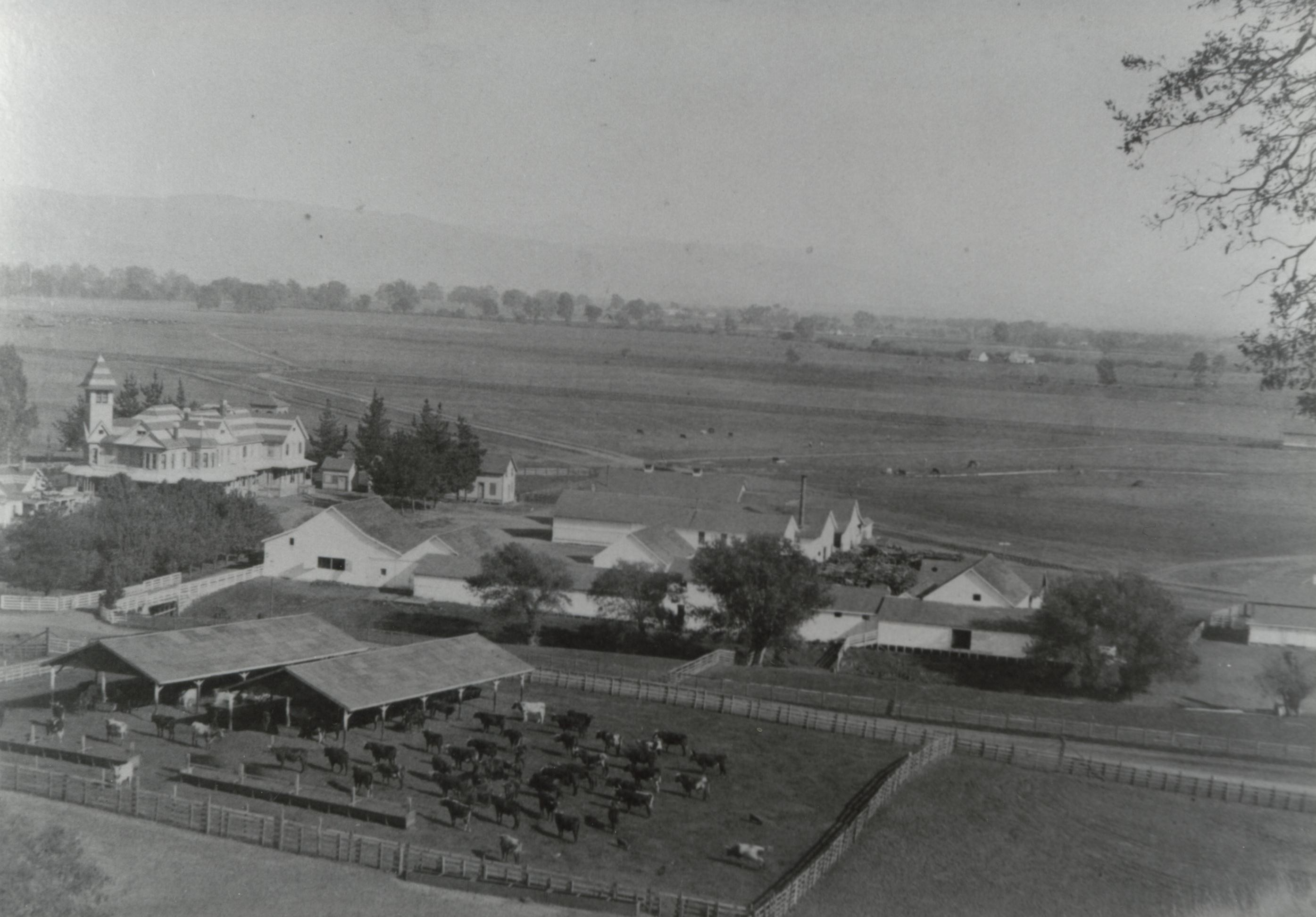
Bloomfield-Farm, Blickrichtung Ost nach West
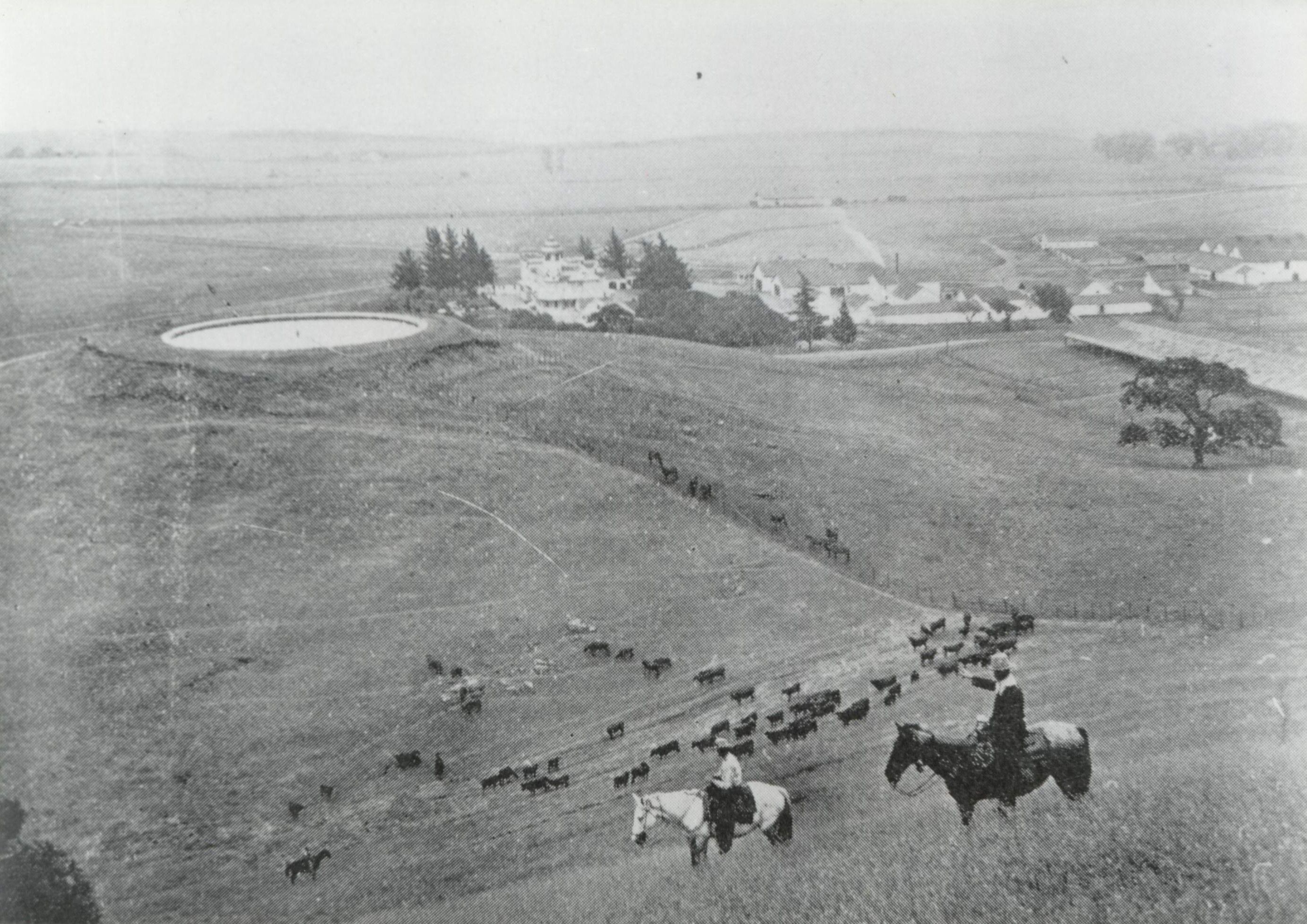
Bloomfield-Farm im Hintergrund mit Rindern und Cowboys nahe dem Reservoir auf der Spitze des Hügels westlich der Ranch.

Millers Frau Sarah starb 1905 im Alter von 65 Jahren. Sein Sohn starb zwei Jahre später im Alter von 42 Jahren an Rheuma. Henry Miller selbst überlebte beide bis zum 14. Oktober 1916, als er im Alter von 89 Jahren starb.
Nach Millers Tod stand in Zeitungen zu lesen, dass er einen Grundbesitz von über 14.500.000 Morgen zurückließ. Allein in Kalifornien besaß er Ländereien in 19 Landkreisen. Bis zu diesem Tag wusste niemand, wie viel Land er tatsächlich besessen hatte.